# 43-тя ракетна армія (СРСР)
43-тя Червонопра́порна раке́тна а́рмія (43 РА, в/ч 35564) — військове об'єднання в складі Ракетних військ стратегічного призначення СРСР, що існувало у 1960—1991 роках. Штаб армії був розміщений у м. Вінниця, а війська армії дислокувалися здебільшого на території Української РСР. На початку 90-х армія мала на озброєнні 176 міжконтинентальних ракетних комплексів, що загалом несли 1272 ядерних бойових зарядів.
Після розпаду СРСР армія перейшла у юрисдикцію України.

## Історія

### Створення
Згідно з Постановою ЦК КПРС і Ради Міністрів СРСР від 17 грудня 1959 року, 24 квітня 1960 року було прийняте рішення про створення перших оперативних об'єднань ракет середньої дальності на заході СРСР з одночасним скороченням управлінь повітряних армій АДД, що підлягали переформуванню. На території України на базі частин 43-ї повітряної армії розпочалось формування частин ракетних військ стратегічного призначення.
1 вересня 1960 р. 43-тя ракетна армія була створена, до неї увійшли: 19-та ракетна дивізія (Хмельницький), 33-тя (Мозир, Гомельська обл.), 35-та (Орджонікідзе), 37-ма (Волинська обл.), 43-тя (Сумська обл.), 44-та (м. Коломия), 46-та (Первомайськ), 50-та (Білокоровичі, Житомирська обл.).
Штаб армії розмістився у місті Вінниця, війська армії дислокувалися на території 20-ти областей трьох союзних республік СРСР: Української, Російської, Білоруської. Командувачем армією призначений генерал-полковник авіації Георгій Тупіков.
Наприкінці 1960 року для бойового забезпечення 43 РА сформована 15-та окрема змішана авіаційна ескадрилья в с. Калинівка. Одночасно з 15 озае була сформована 8-ма окрема рота аеродромно-технічного забезпечення.

### Розформування
Станом на січень 1994 року, на бойовому чергуванні і спеціальних сховищах ремонтно-технічних баз знаходилося 1272 ядерних бойових блоків. У період з 1994 по 1996 роки знято з ракет і виведено з бойового чергування 144 бойових частини ракет, знижена ступінь готовності 1140 ядерних блоків.
30 жовтня 2001 року вибухом була знищена остання шахтна пускова установка (ШПУ) міжконтинентальної балістичної ракети РС-22 (за класифікацією НАТО — SS-24). Центральну бойову стартову позицію уніфікованого командного пункту 309-го ракетного полку 46-ї ракетної дивізії 43-ї ракетної армії з надземним обладнанням і допоміжними механізмами ракетного комплексу «ОС» (одиночний старт) збережено в робочому стані й переобладнано в музей РВСП.
20 серпня 2002 року після прощання з Бойовим прапором, 43-тя ракетна армія припинила своє існування.

## Бойовий склад

### 1961
- 44-та ракетна дивізія (Коломия, Івано-Франківська область)
- 19-та ракетна дивізія (Гайсин, Вінницька область)
- 50-та ракетна дивізія (Білокоровичі, Житомирська область)
- 46-та ракетна дивізія (Первомайськ, Миколаївська область)
- 43-тя гвардійська ракетна дивізія (Ромни, Сумська область)
- 35-та ракетна дивізія (Орджонікідзе, Північна Осетія)
- 37-ма гвардійська ракетна дивізія (Луцьк, Волинська область)

### 1975
- 44-та ракетна дивізія (Коломия, Івано-Франківська область)
- 19-та ракетна дивізія (Ракове, Хмельницька область)
- 50-та ракетна дивізія (Білокоровичі, Житомирська область)
- 46-та ракетна дивізія (Первомайськ, Миколаївська область)
- 43-тя гвардійська ракетна дивізія (Ромни, Сумська область)
- 35-та ракетна дивізія (Орджонікідзе, Північна Осетія)
- 33-тя гвардійська ракетна дивізія (Мозир, Гомельська область)
- 37-ма гвардійська ракетна дивізія (Луцьк, Волинська область)
- 60-й окремий ракетний полк (Пултівці, Вінницька область)
- 434-й окремий ракетний полк (Первомайськ, Миколаївська область)

### 1990
- 19-та ракетна дивізія (Ракове, Хмельницька область)
- 50-та ракетна дивізія (Білокоровичі, Житомирська область)
- 46-та ракетна дивізія (Первомайськ, Миколаївська область)
- 43-тя гвардійська ракетна дивізія (Ромни, Сумська область)
- 33-тя гвардійська ракетна дивізія (Мозир, Гомельська область)
- 37-ма гвардійська ракетна дивізія (Луцьк, Волинська область)
- 49-та гвардійська ракетна дивізія (Ліда, Гродненська область)
- 32-га ракетна дивізія (Постави, Вітебська область)

### Інші об'єкти
- Харківське військове училище ракетних військ ім. Маршала Радянського Союзу Н. І. Крилова (ХВВКІУ РВ) (м. Харків)
- 80-й навчальний центр РВСП (Котовськ)
- 24-й арсенал РВСП (в/ч 14247, А2365; об'єкт «Львів-50»), с. Михайленки, Житомирська область
- 26-й арсенал РВСП (в/ч 32154, А2251; об'єкт «Веселка»), смт. Жеребкове, Одеська область[6].
- 15-та окрема змішана авіаційна ескадрилья (Калинівка, Вінницька область)
- Центральний ремонтний завод (м. Кіровоград)
- Центральний ремонтний завод (м. Умань, Черкаська область)
- санаторій «Фрунзенский» (смт Партеніт, АР Крим)

Об'єкти «С»:
- «Об'єкт 341» (в/ч 14427, А0981; об'єкт «Кіровоград-25»)(смт Лісове, Кіровоградська область)[7]
- «Об'єкт 712» (в/ч 62047, Сімферополь-10/Феодосія-13, с. Краснокам'янка, АР Крим)
- «Об'єкт 711» (в/ч 51989, Івано-Франківськ-16, смт. Делятин, Івано-Франківська область).

## Озброєння
На початок 1994 року на озброєнні 43-ї ракетної армії, у складі якої перебувало дві ракетні дивізії (19-та Хмельницька і 46-та Первомайська), було 176 ракетних комплексів типу «ОС» («Окремий старт»), що мали на озброєнні 130 ракет класу РС-18 Стілет (SS-19) та 46 ракет класу РС-22 Скальпель (SS-24). Перші несли по 6 ядерних боєголовок (загалом 780), а СС-24 — по 10 (460). Разом 1240 БЧ, всього ж на озброєнні перебувало 1272 ядерних боєголовок.

## Командувачі армією
- Тупіков Георгій Миколайович, генерал-полковник авіації (1960—1962).
- Данкевич Павло Борисович, генерал-лейтенант авіації (1962—1963).
- Шевцов Олександр Григорович, генерал-лейтенант (1963—1966).
- Григор'єв Михайло Григорович, генерал-полковник (1966—1968).
- Мельохін Олексій Дмитрович, генерал-лейтенант (1968—1974).
- Забєгайлов Юрій Петрович, генерал-лейтенант (1974—1975).
- Недєлін Вадим Серафимович, генерал-полковник (1975—1982).
- Волков Олександр Петрович, генерал-полковник (1982—1987).
- Кирилін Валерій Васильович, генерал-лейтенант (1987—1991).
- Михтюк Володимир Олексійович, генерал-полковник (1991—2002).

## Нагороди
- Орден Червоного Прапора (1975).